# Трейси, Шон
Шон Трейси (ирл. Seán Ó Treasaigh); 14 февраля 1895, графство Типперэри, Ирландия — 14 октября 1920, Талбот-стрит, Дублин) — один из руководителей Третьей бригады Ирландской республиканской армии во время ирландской войны за независимость.
Именно его действия инициировали конфликт в 1919 году, но он был убит в следующем году, в октябре 1920 года в Талбот-стрит в Дублине, в перестрелке с британскими войсками во время неудавшейся операции наблюдения британской секретной службы.

## Биография
Шон Трейси вырос в фермерской семье в Солохедберге в западном Типперари. Он покинул школу в возрасте 14 лет и работал фермером, также развивая в себе глубокие патриотические убеждения. У него не плохо получалось в качестве фермера, его охарактеризовывали как спокойного, прямого, готового экспериментировать с новыми методами человека. Он был членом гэльской лиги, а также «Ирландского республиканского братства» (IRB) с 1911 года и «Ирландских добровольцев» с 1913 года.

После Пасхального восстания 1916 года его арестовали, и большую часть последующих двух лет он провел в тюрьме, где несколько раз объявлял голодовку. Из тюрьмы Дандолк в 1918 году он писал своим товарищам в Типперери:
«Депортировать всех кто поддерживает врага из страны. Сурово расправляйтесь с теми, кто пытается сопротивляться. Соблюдайте строжайшую дисциплину, не надо бежать на прощание целовать матерей.»
В 1918 году он был назначен вице-офицером-командиром 3-й бригады в Типперари «Ирландских добровольцев» (которая стала Ирландской республиканской армией в 1919 году).

## Засада под Солохедбергом
21 января 1919 года Трейси и Дэн Брин вместе с Шоном Хоганом, Сеумасом Робинсоном и пятью другими добровольцами хотели разжечь конфликт, из-за которого должна была возникнуть Ирландская война за независимость. Они устроили засаду и застрелили двух членов королевской ирландской полиции (RIC) — констеблей Патрика О’Коннелла и Джеймса Макдоннелла — отсюда и название "Засада под Солодхедбергом, возле дома Трейси. Трейси руководил планированием засады и проинформировал командира бригады Робинсона о его возвращении из тюрьмы в конце 1918 года. Робинсон поддержал эти планы и согласился, что они не пойдут в штаб-квартиру за разрешением предпринять атаку. Люди RIC охраняли транспорт с «Гремучим студнем». В некоторых сообщениях говорится, что добровольцы застрелили их, когда они отказались сдаться и оказали сопротивление; другие сообщения предполагают, что стрелять в них было намерением с самого начала.